# Frío sol de invierno
Pour plus de détails, voir Fiche technique et Distribution.
Frío sol de invierno est un film espagnol réalisé par Pablo Malo, sorti en 2004.

## Synopsis
Un jeune homme, Adrián, sort de l'hôpital psychiatrique après y être resté plusieurs années. Il rencontre une prostituée, Raquel, et son fils, Gonzalo, qui vivent dans des conditions précaires.

## Fiche technique
- Titre : Frío sol de invierno
- Réalisation : Pablo Malo
- Scénario : Pablo Malo
- Musique : Aitor Amézaga
- Photographie : Pablo Rosso
- Montage : Antonio Pérez Reina
- Production : Arkaitz Gioia et Patxi San Miguel
- Société de production : Canal+ España, Euskal Irrati Telebista, Televisión Española et Zine 1
- Pays :  Espagne
- Genre : Drame
- Durée : 104 minutes
- Dates de sortie : 
  - Espagne : 12 novembre 2004

## Distribution
- Unax Ugalde : Adrián
- Javier Pereira : Gonzalo
- Marisa Paredes : Raquel
- Marta Etura : Mimo
- Raquel Pérez : Carmen
- Iñake Irastorza : Amelia

## Distinctions
Le film a été nommé pour deux prix Goya et a reçu le prix Goya du meilleur nouveau réalisateur.